# تاثیرات نابرابری اقتصادی

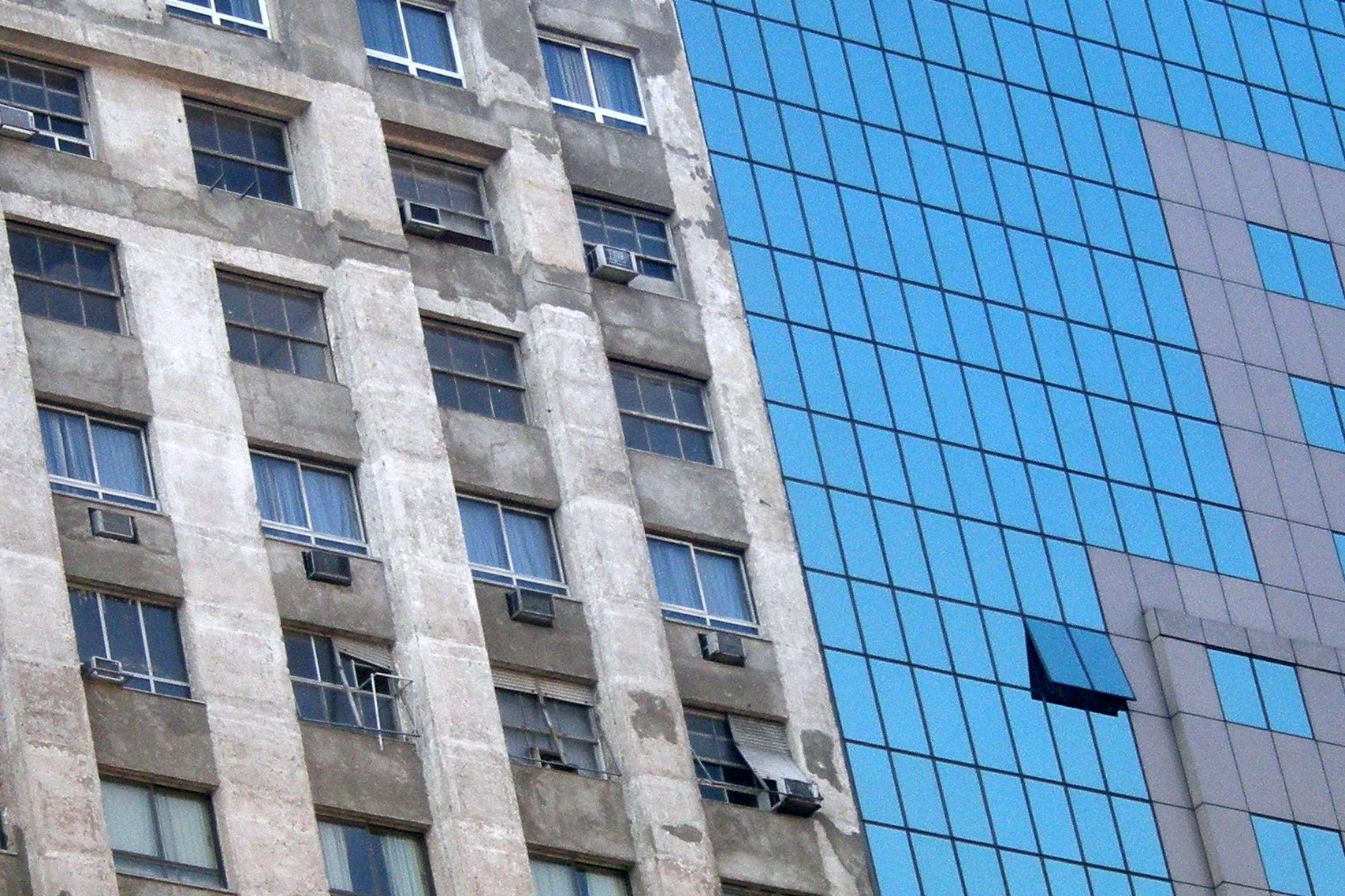
ساختمان‌هایی در ریو دوژانیرو، نشان دهنده نابرابری اقتصادی است

محققان تاثیرات نابرابری را، آمار بالاتر در مشکلات بهداشتی و اجتماعی، مقدار پایین‌تر کالاهای عمومی، سطح پایین‌تر از خوشحالی عمومی جامعه و حتی سطح پایین‌تری از رشد اقتصادی هنگام غفلت از سرمایه انسانی به منظور مصرف نهایی بالا یافته‌اند. برای ۲۱ کشور برتر صنعتی که هر فرد را به‌طور مساوی حساب می‌کنند، امید به زندگی نسبت به کشورهای نابرابر بیشتر است. (R = -907). رابطه مشابهی بین آمار ایالات متحده وجود دارد. (r = -620).
روبرت جی شیلر ، برندهٔ جایزه نوبل اقتصاد ۲۰۱۳، گفت که افزایش نابرابری در ایالات متحده و جاهای دیگر مهمترین مشکل است.
طبقه‌بندی اقتصادی جامعه به «نخبگان» و «توده ها» در فروپاشی سایر تمدنهای پیشرفته مانند امپراتوریهای رومی، هان و گوپتا نقش اساسی داشت.

## سلامت
محققان بریتانیایی ریچارد جی ویلکینسون و کیت پیکت میزان بالاتری از مشکلات بهداشتی و اجتماعی (چاقی، بیماری‌های روانی، قتل، زایمان نوجوانان، حبس، درگیری کودک، استفاده از مواد مخدر)، و نرخ پایین‌تر از کالاهای اجتماعی (امید به زندگی کشور، عملکرد تحصیلی، اعتماد در بین غریبه‌ها، وضعیت زنان، تحرک اجتماعی، حتی تعداد اختراعات ثبت شده در کشورها و ایالت‌هایی که نابرابری بالاتری دارند، یافته‌اند. آنها با استفاده از آمار ۲۳ کشور توسعه یافته و ۵۰ ایالت ایالات متحده آمریکا، مشکلات اجتماعی و بهداشتی را در کشورهایی مانند ژاپن و فنلاند و ایالت‌هایی مانند یوتا و نیوهمپشایر با برابری بالا نسبت به کشورها (ایالات متحده و انگلیس) و ایالات (می‌سی‌سی‌پی و نیویورک) با اختلافات زیادی در درآمد خانوار، کمتر مشاهده کردند.
در بیشتر تاریخ بشر، سطح زندگی مادی بالاتر - معده‌های پر، دسترسی به آب تمیز و گرما حاصل از سوخت - منجر به سلامتی بهتر و عمر طولانی‌تر شده‌است. این الگوی درآمد بیشتر_زندگی طولانی‌تر، هنوز در بین کشورهای فقیرتر وجود دارد، جایی که امید به زندگی با افزایش درآمد سرانه به سرعت افزایش می‌یابد، اما در دهه‌های اخیر در بین کشورهایی با درآمد متوسط، کاهش یافته و در بین ثروتمندترین سی کشور دنیا ثابت شده‌است. آمریکایی‌ها به‌طور متوسط (حدود ۷۷ سال در سال ۲۰۰۴) طولانی‌تر از یونانیان (۷۸ سال) یا نیوزیلندی‌ها (۷۸) زندگی نمی‌کنند، گرچه ایالات متحده آمریکا GDP بالاتری دارد. امید به زندگی در سوئد (۸۰ سال) و ژاپن (۸۲) - جایی که درآمد به‌طور برابر توزیع می‌شد - طولانی‌تر بود.
در سالهای اخیر مشخصه ای که ارتباطی قوی با سلامت در کشورهای توسعه یافته داشته‌است، نابرابری درآمدی است. نویسندگان ریچارد ویلکینسون و کیت پیکت با ایجاد شاخص «مشکلات بهداشتی و اجتماعی» متشکل از نه عامل، مشکلات بهداشتی و اجتماعی را «در کشورهایی که نابرابری درآمدی بزرگتر دارند، شایع تر یافتند» و در بین ایالت‌های ایالات متحده با نابرابری درآمدی بزرگ‌تر، شایع تر بودند. مطالعات دیگر این رابطه را تأیید کرده‌اند. شاخص «بهزیستی کودک در کشورهای ثروتمند» یونیسف، با مطالعه ۴۰ شاخص در ۲۲ کشور، با برابری بیشتر و نه درآمد سرانه آنها ارتباط دارد.
پیکت و ویلکینسون استدلال می‌کنند که نابرابری و طبقه‌بندی اجتماعی به سطوح بالاتر استرس روانی و اضطراب موقعیت اجتماعی منجر می‌شود که می‌تواند منجر به افسردگی، وابستگی شیمیایی، زندگی کمتر در جامعه، مشکلات والدین و مشکلات مربوط به استرس شود.
در کتاب آنها، اپیدمیولوژی اجتماعی، ایچیرو کاواچی و س.و. سوبرامانیان دریافتند که افراد فقیر، نمی‌توانند زندگی سالم را به راحتی ثروتمندان داشته باشند. آنها قادر به تأمین غذای کافی برای خانواده‌های خود نیستند، نمی‌توانند قبض‌های آب و برق را برای گرم نگه داشتن خود در طول زمستان یا ایجاد سرما در طول موج گرما بپردازند و کمبود مسکن کافی دارند.
نابرابری درآمد ملی با میزان اسکیزوفرنی کشور ارتباط مثبت دارد.
کاهش اخیر امید به زندگی در ایالات متحده با نابرابری شدید مرتبط بوده‌است.

## همبستگی اجتماعی

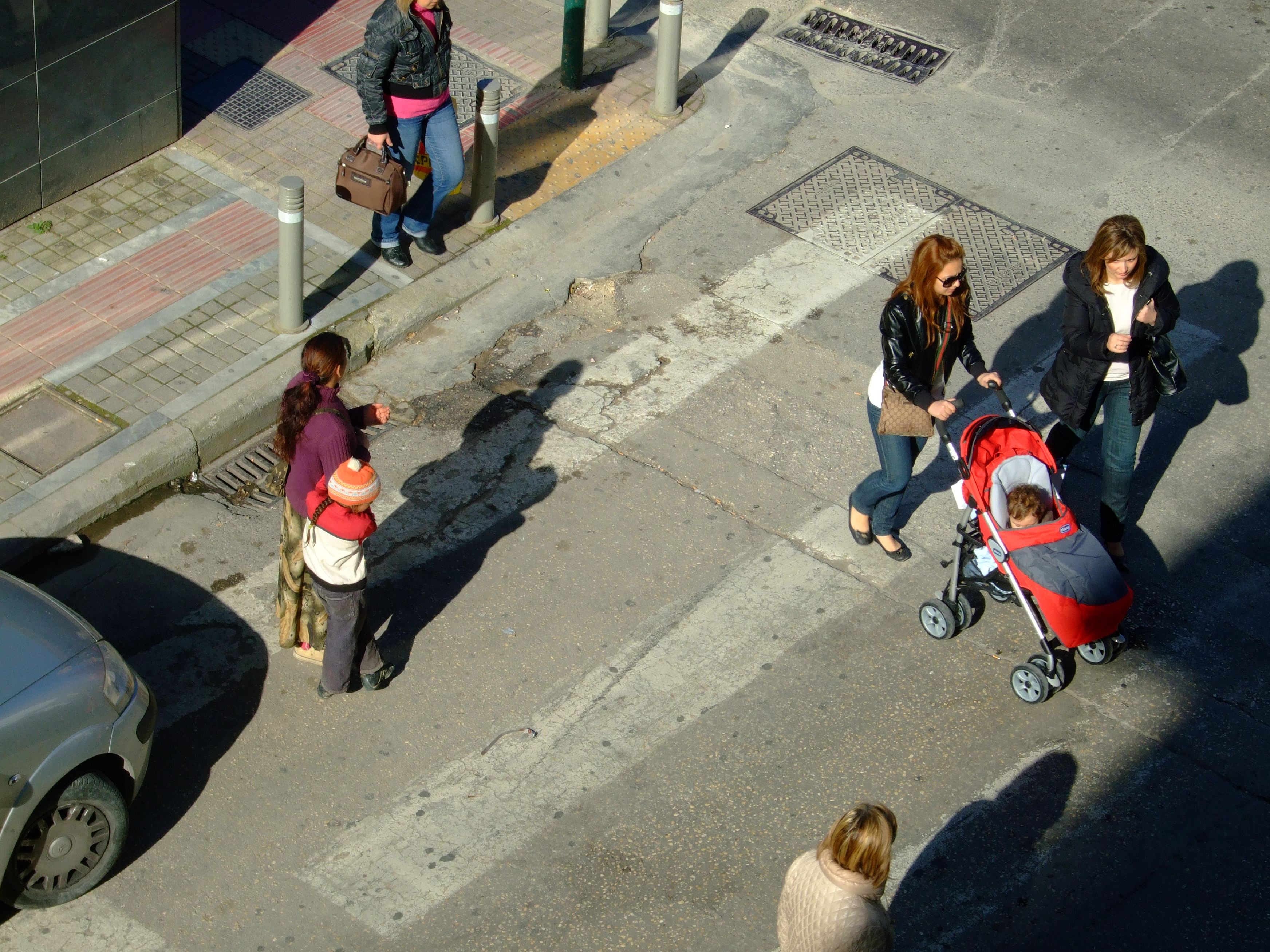
زنی که در پاتراس یونان گدایی می‌کند

تحقیقات نشان داده‌است که بین نابرابری درآمد و انسجام اجتماعی رابطه معکوس وجود دارد. در جوامع مساوی تر، احتمال بسیار بیشتری وجود دارد که مردم به یکدیگر اعتماد کنند، اندازه‌گیری سرمایه اجتماعی (مزایای حسن نیت، مشارکت، همدلی متقابل و ارتباط اجتماعی بین گروه‌هایی که واحدهای اجتماعی را تشکیل می‌دهند) نشان از مشارکت بیشتر جامعه دارد و نرخ قتل به‌طور مداوم درحال کاهش است.
مقایسه نتایج این سؤال "اگر دیگران این شانس را داشتند، آیا از شما سوءاستفاده می‌کردند؟" در بررسی عمومی اجتماعی ایالات متحده و آمار مربوط به نابرابری درآمدها، اریک اوسلانر و میچل براون دریافتند که بین میزان اعتماد به جامعه و میزان برابری در درآمد رابطه بسیار بالایی وجود دارد. همچنین مقاله ای در سال ۲۰۰۸ نوشتهٔ آندرسن و فتنر وجود رابطه ای قاطع بین نابرابری اقتصادی در داخل و در سراسر کشورها و تحمل ۳۵ دموکراسی پیدا کرده‌است.

در دو مطالعه رابرت پوتنم بین سرمایه اجتماعی و نابرابری اقتصادی ارتباط برقرار کرد. مهمترین مطالعات او این پیوندها را هم در ایالات متحده و هم در ایتالیا برقرار کرد. توضیح او برای این رابطه این است: 
 'جامعه و برابری تقویت کننده یکدیگر هستند.'.. سرمایه اجتماعی و نابرابری اقتصادی در بیشتر قرن بیستم به‌طور هم‌زمان حرکت کرده‌است. درمورد سهم تقسیم ثروت و درآمد، آمریکا در دههٔ پنجاه و شصت میلادی بیشتر از هر زمان دیگری در قرن گذشت به برابری حقوق بها داده‌است (تساوی گرا بوده‌است)... که در این دهه‌ها روابط نزدیک اجتماعی و مشارکت شهری نیز به اوج خود رسیدند. رکورد بالاترین برابری و سرمایه اجتماعی همزمان است. برعکس، یک سوم آخر قرن بیستم، زمان رشد نابرابری و فرسایش سرمایه اجتماعی بود… زمان این دو روند جالب توجه است: جایی در حوالی سالهای ۷۰–۱۹۶۵ آمریکا مسیر معکوس را کرد و شروع کرد به تبدیل شدن هر دو نابرابرتر از لحاظ اقتصادی و کمتر متصل اجتماعی و سیاسی.' 
 آلبرکت لارسن با یک مطالعه مقایسه ای در چگونگی افزایش اعتماد در دانمارک و سوئد در نیمه دوم قرن بیستم در حالی که در ایالات متحده و انگلیس کاهش یافته، این توضیحات را ارتقا داد. استدلال می‌شود که سطح نابرابری بر نحوه تصور شهروندان از قابل اعتماد بودن هموطنان تأثیر می‌گذارد. در این مدل، اعتماد اجتماعی مربوط به روابط با افرادی نیست که شما با آنها ملاقات می‌کنید (مانند الگوی پوتنم) بلکه دربارهٔ افرادی است که تصور می‌کنید.
اقتصاددان جوزف استیگلیتز معتقد است که نابرابری اقتصادی منجر به بی‌اعتمادی به کسب و کار و دولت شده‌است.

## جرم
همچنین نشان داده شده‌است که میزان جرم با نابرابری در جامعه همبستگی دارد. بیشتر مطالعات انجام شده در رابطه با این موضوع بر قتل‌ها متمرکز شده‌اند - از آنجا که قتل‌ها تقریباً به‌طور یکسان در تمام کشورها و حوزه‌های قضایی تعریف شده‌اند. بیش از پنجاه مطالعه انجام شده‌است که نشان می‌دهد تمایل به خشونت در جوامعی که اختلاف درآمدها بیشتر است شایع تر است. تحقیق با مقایسه کشورهای توسعه یافته با کشورهای توسعه نیافته و همچنین مناطق مورد مطالعه در داخل کشورها انجام شده‌است. دالی و همکاران 2001 نشان دادند که در میان ایالات آمریکا و استان‌های کانادا تفاوت ده برابری در میزان قتل‌های مربوط به نابرابری وجود دارد. آنها تخمین زده‌اند که حدود نیمی از تغییر در میزان قتل را می‌توان ناشی از اختلاف میزان نابرابری در هر استان یا ایالت دانست. فاجینبیل و همکاران. (۲۰۰۲) در سراسر جهان رابطه مشابهی یافت. از جمله اظهار نظرهای موجود در ادبیات دانشگاهی پیرامون رابطه قتل‌ها و نابرابری عبارتند از:
- ثابت‌ترین یافته در تحقیقات بین‌المللی در مورد قتل‌ها، ارتباط مثبت بین نابرابری درآمد و قتل‌ها بوده‌است.[۲۶]
- نابرابری اقتصادی علی‌رغم لیست گسترده‌ای از کنترل‌های مفهومی مرتبط، با میزان قتل رابطه مستقیم و معناداری دارد. این واقعیت که این رابطه با جدیدترین داده‌ها و استفاده از معیار متفاوت نابرابری اقتصادی با تحقیقات قبلی یافت می‌شود، نشان می‌دهد که این یافته بسیار قوی است.[۲۷]

یک مطالعه سال ۲۰۱۶، که عوامل مختلفی را نسبت به مطالعات قبلی کنترل می‌کرد، یافته‌های فوق را به چالش می‌کشد. این مطالعه «شواهد اندکی از ارتباط تجربی معنی دار بین نابرابری کلی و جرم» را نشان می‌دهد، و این که «همبستگی مثبت قبلاً گزارش شده بین جرایم خشونت آمیز و نابرابری اقتصادی عمدتاً توسط تفکیک اقتصادی در محلات به جای نابرابری درون محله رانده می‌شود».

## توزیع مجدد و رفاه

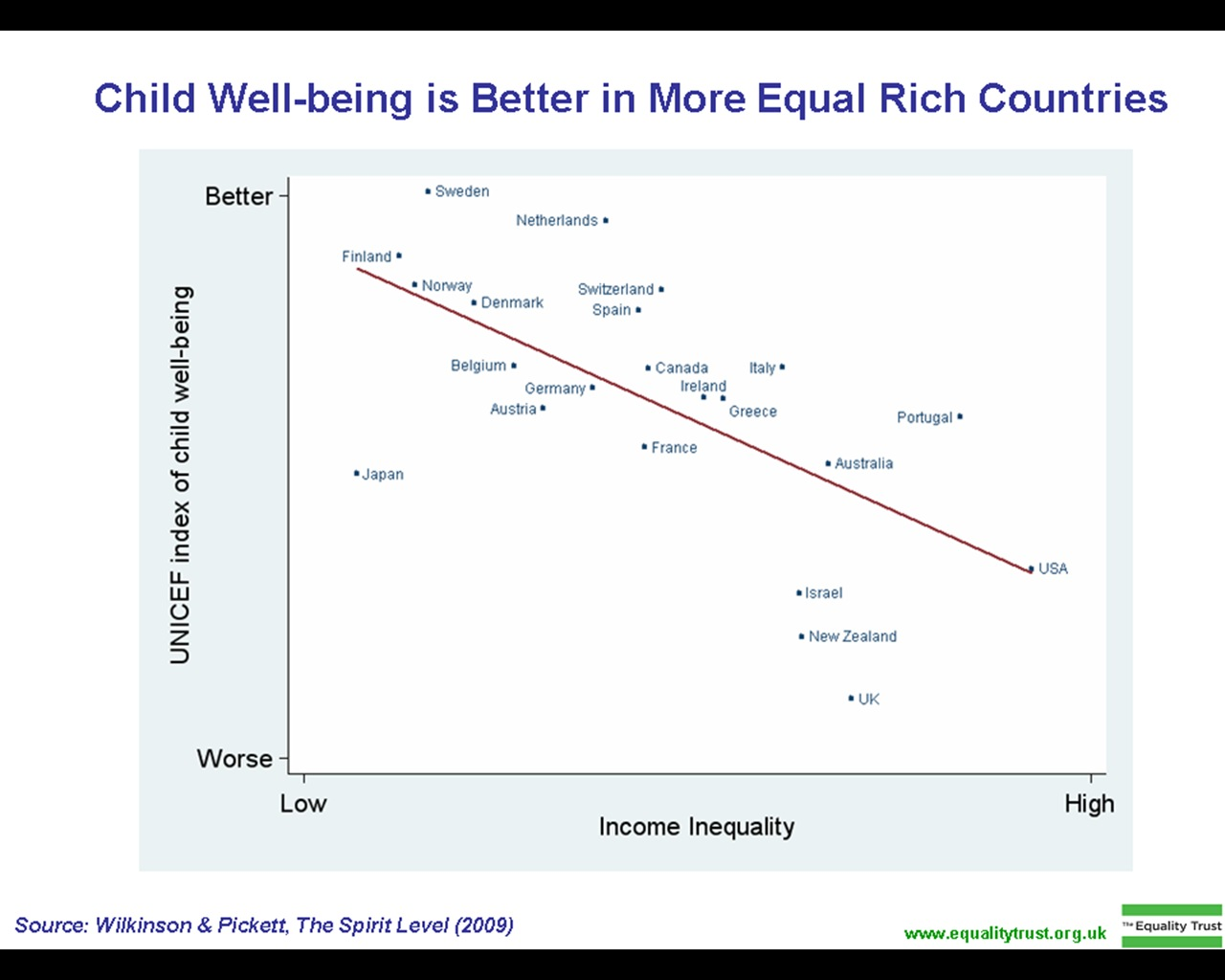
بهزیستی کودک در کشورهای ثروتمندتر برابر بهتر است

با پیروی از اصل فایده گرایی در جستجوی بیشترین منافع برای بیشترین تعداد، نابرابری اقتصادی مشکل ساز است. یک خانه که به عنوان یک خانه تابستانی برای یک میلیونر از یک خانه برای خانواده ۵ نفری بی خانمان فایده کمتری دارد، نمونه ای از کاهش " کارآیی توزیع " در جامعه است که باعث کاهش سود حاشیه ثروت و در نتیجه کل سود شخصی می شود. یک دلار اضافی که توسط یک فرد فقیر هزینه شده‌است صرف مواردی می‌شود که مطلوبیت زیادی را برای آن شخص فراهم می‌کند، مانند ملزومات اساسی مانند غذا، آب و مراقبت‌های بهداشتی. در حالی که، یک دلار اضافی که توسط یک فرد بسیار ثروتمندتر خرج می‌شود به احتمال زیاد به کالاهای لوکس تخصیص داده می‌شود که نسبتاً فایدهٔ کمتری برای آن شخص فراهم می‌کند؛ بنابراین، سودمندی حاشیه ثروت برای هر فرد ("دلار اضافی") با ثروتمند شدن یک شخص کاهش می‌یابد. از این منظر، برای هر میزان ثروت در جامعه، جامعه ای با برابری بیشتر، از مطلوبیت جمعی بالاتری برخوردار خواهند بود. برخی از مطالعات شواهدی برای این نظریه پیدا کرده‌اند، و خاطرنشان می‌کنند که در جوامعی که نابرابری پایین‌تر است، رضایت و شادکامی کلی جمعیت، بیشتر است.

دیوید اشمیتز، فیلسوف، اظهار داشت که حداکثر رساندن مجموع خدمات فردی به مشوق‌های تولید آسیب می‌رساند. 
 'جامعه ای که واحد دوم  [ذرت] جو ریچ را می‌گیرد، آن واحد را از کسی دور می‌کند که… کاری بهتر از کاشتن و دادن آن به کسی که… کار بهتری دارد که با آن انجام دهد، ندارد. این به نظر خوب می‌رسد، اما در این روند، جامعه دانهٔ ذرت را از تولید خارج می‌کند و آن را به سمت مواد غذایی سوق می‌دهد و در نتیجه خودخوری می‌کند.' 
 با این حال، علاوه بر کمرنگ شدن حاشیه سود در توزیع نابرابر، پیگو و دیگران اظهار داشتند که تأثیر " نگه داشتن جونز " در بین ثروتمندان ممکن است منجر به نابرابری بیشتر و استفاده از منابع برای عدم بازگشت بیشتر در ابزار شود. 
 'بخش بزرگی از رضایت حاصل از درآمد افراد ثروتمند از اقوامشان ناشی می‌شود، نه از میزان مطلق آنها. اگر درآمد کلیه افراد ثروتمند با هم کم شود این بخش از بین نمی‌رود. فقدان رفاه اقتصادی که ثروتمندان هنگام انتقال منابع از آنها به اراده فقیر منتقل می‌شوند، از این رو، در مقایسه با افزایش رفاه اقتصادی به فقرا نسبت به ملاحظه قانون کاهش ابزارهای اقتصادی که توسط خودشان مطرح می‌شود، از نظر قابل ملاحظه ای نسبتاً کوچکتر هستند.' 
 هنگامی که هدف داشتن بزرگترین قایق بادبانی - به جای قایق با ویژگی‌های خاص است - هیچ سود بالاتری در داشتن یک قایق ۱۰۰ متری تا داشتن یک قایق ۲۰ متری تا زمانی که آن از مال رقیبتان بزرگتر باشد وجود ندارد.

اکونومیست رابرت اچ فرانک وضعیت را با موقعیتی مقایسه کرد که در آن الک نر از شاخ‌هایش استفاده می‌کند تا برای حق جفت‌گیری با دیگر نرها مبارزه کند. 
 فشار داشتن چیزهای بزرگتر از رقبای شما منجر به مسابقه تسلیحاتی می‌شود که منابعی را مصرف می‌کند که می‌توانست برای موارد دیگر مانند مبارزه با بیماری، با کارایی بیشتری بکار رود. در نتیجه، هر نر صاحب یک جفت شاخ سنگین و گران‌قیمت می‌شود و «زندگی برای گاو نر به عنوان یک گروه با بدبختی بیشتری همراه است.» 
 در مرحله اول، اجتناب از هزینه‌های خاصی دشوار است و توسط همه به اشتراک گذاشته می‌شود، مانند هزینه‌های مسکن، حقوق بازنشستگی، آموزش و مراقبت‌های بهداشتی. اگر دولت این خدمات را ارائه ندهد، پس برای کسانی که درآمد کمتری دارند، هزینه‌ها باید قرض گرفته شوند و غالباً کسانی که درآمد کمتری دارند، کسانی هستند که برای مدیریت امور مالی خود کمتر مجهز هستند. ثانیاً، مصرف اشتیاقی فرایند درآمد دهندگان متوسط را که مایل به دستیابی به استانداردهای زندگی هستند که از طرف همتایان ثروتمند خود برخوردار هستند توصیف می‌کند و یکی از روش‌های دستیابی به این آرزو، زیر قرض رفتن است. نتیجه منجر به نابرابری حتی بیشتر و بی‌ثباتی اقتصادی بالقوه می‌شود.

## فقر
آکسفام ادعا می‌کند که بدتر کردن نابرابری مانع مبارزه با فقر جهانی است. در گزارشی از سال ۲۰۱۳ این گروه بیان شده‌است که ۲۴۰ میلیارد دلار اضافه شده به ثروتمندترین میلیاردرهای جهان در سال ۲۰۱۲ برای پایان دادن به فقر شدید چهار برابر بیش از این کافی بود. جرمی هابز، مدیر اجرایی آکسفام گفت: «ما دیگر نمی‌توانیم وانمود کنیم که ایجاد ثروت برای عده معدودی ناگزیر به افراد زیادی سود می‌رساند - اغلب اوقات برعکس این درست است.» در گزارش آکسفام ۲۰۱۸ آمده‌است که درآمد میلیاردرهای جهان در سال ۲۰۱۷، ۷۶۲ میلیارد دلار، برای پایان دادن به فقر شدید جهانی هفت برابر بیش از است.
جارد برنشتاین و الیز گولد از انستیتوی سیاست اقتصادی اظهار داشتند که اگر نابرابری در طی چند دهه گذشته افزایش نیافته بود، فقر در ایالات متحده کاهش قابل توجهی می‌داشت.

## مسکن
در بسیاری از کشورهای فقیر و در حال توسعه، بسیاری از زمین و مسکن خارج از سیستم ثبت رسمی مالکیت املاک و مستغلات نگهداری می‌شود. بسیاری از دارایی ثبت نشده از طریق انجمن‌های مختلف و سایر ترتیبات به صورت غیررسمی نگهداری می‌شوند. دلایل مالکیت خارج از قانون شامل نوارهای بیش از حد بوروکراتیک در خرید ملک و ساختمان است، در بعضی از کشورها می‌توان بیش از ۲۰۰ پله و تا ۱۴ سال برای ساختن در اراضی دولتی طول بکشد. علل دیگر املاک خارج از قانون عدم موفقیت در اسناد رسمی معامله یا داشتن اسناد به صورت رسمی اما عدم ثبت آنها در آژانس رسمی است.
کنترل اجاره در برزیل به میزان چشمگیری درصد مسکن قانونی را در مقایسه با مسکن خارج از قانون کاهش داد، که عرضه بسیار بهتری برای تراز تقاضا داشت.
تعدادی از محققان (دیوید رودا، جاکوب ویگدور، و جانا ماتلاک) معتقدند که کمبود مسکن ارزان قیمت - حداقل در ایالات متحده - تا حدودی ناشی از نابرابری درآمد است. دیوید رودا خاطرنشان کرد که از سال ۱۹۸۴ و ۱۹۹۱ تعداد واحدهای اجاره کیفیت کاهش یافت در حالی که تقاضا برای مسکن با کیفیت بالاترافزایش یافت (رودا ۱۹۹۴: ۱۴۸). از طریق نوسازی محله‌های قدیمی تر، برای مثال، در شرق نیویورک، قیمت اجاره به سرعت افزایش یافت چرا که صاحب خانه‌ها ساکنان جدیدی یافتند که مایل به پرداختن نرخی بالاتر از بازار برای خانه‌ها بودند و این خانواده‌های دارای درآمد کم را بدون واحدهای قابل اجاره گذاشت. . سیاست مالیات بر ارزش افزوده آگهی همراه با افزایش قیمت‌ها باعث می‌شود حفظ سرعت قشر کم درآمد برای افراد کم درآمد دشوار یا غیرممکن باشد.

## تقاضای کل، مصرف و بدهی
محققان محافظه کار معتقدند که نابرابری درآمدی قابل توجه نیست، زیرا مصرف و نه درآمد باید ملاک سنجش نابرابری باشد، و نابرابری مصرف کمتر از نابرابری درآمد در ایالات متحده است. به گفته جانسون، اسمیدینگ و توری، نابرابری مصرف در حقیقت در سال ۲۰۰۱ نسبت به سال ۱۹۸۶ پایین‌تر بود. این بحث در «سعادت پنهان فقیر» توسط روزنامه‌نگار توماس بی. Edsall خلاصه می‌شود. مطالعات دیگر نابرابری مصرف را بسیار کمتر از نابرابری درآمدی خانوار ندیده‌اند، و مطالعه CBO نشان داد که داده‌های مصرف «به اندازه کافی» «مصرف توسط خانواده‌های پر درآمد را نشن نمی‌دهد» همان‌طور دربارهٔ درآمد آن‌ها، هرچند موافق بود. تعداد مصرف خانوار توزیع برابر تری نسبت به درآمد خانوار را نشان می‌دهد.
برخی دیگر دربارهٔ اهمیت مصرف بیش از درآمد اختلاف نظر دارند و خاطرنشان می‌کنند که اگر افراد دارای درآمد متوسط و پایین بیشتر از میزان درآمد خود مصرف کند، به این دلیل است که موجب صرفه جویی کمتری می‌شوند یا بیشتر در بدهی‌ها غرق می‌شوند. نابرابری درآمد عامل محرک رشد بدهی خانوار بوده‌است، زیرا درآمدهای بالا قیمت املاک و مستغلات را بالا می‌برند و افراد دارای درآمد متوسط در تلاش برای حفظ سبک زندگی ای که روزی طبقه متوسط در نظر گرفته می‌شد بیشتر زیر بار قرض فرومی‌روند.
اقتصاددان بانکداری مرکزی، راغورام راجان استدلال می‌کند که «نابرابری‌های منظم اقتصادی، در ایالات متحده و در سراسر جهان ،» خطوط گسل «مالی عمیق ایجاد کرده‌اند که باعث شده بحران‌های [مالی] بیش از گذشته اتفاق بیفتد» - بحران مالی ۲۰۰۷–۲۰۰۸ جدیدترین نمونه است. برای جبران رکود و کاهش قدرت خرید، فشار سیاسی ایجاد شده‌است تا اعتبار کمتری به افراد کم درآمد و متوسط - به ویژه برای خرید خانه - ببخشد و اعتبار به‌طور کلی برای پایین نگه داشتن نرخ بیکاری کاهش یابد. این امر به اقتصاد آمریکا گرایشی برای رفتن «از حباب به حباب» ناشی از تحریک پولی ناپایدار داده‌است.

## انحصار کار، تحکیم و رقابت
نابرابری بیشتر درآمد می‌تواند منجر به انحصار نیروی کار شود، در نتیجه کارفرمایان کمتری به کارگران کمتری نیاز دارند. کارفرمایان باقی مانده می‌توانند دست به تحکیم و سوءاستفاده کردن از میزان معنادار کمبود رقیب بزنند که باعث هدایت آن‌ها به انتخاب‌های کمتر مصرف‌کننده، سوءاستفاده بازاری و قیمت‌های به صورت معناداری بالاتر می‌شود.

## مشوق‌های اقتصادی
برخی از اقتصاددانان معتقدند که یکی از اصلی‌ترین دلایلی که نابرابری می‌تواند باعث ایجاد انگیزه اقتصادی شود، به این دلیل است که رفاه مادی و مصرف آشکار به وضعیت مربوط می شود. در این دیدگاه، طبقه‌بندی بالای درآمد (نابرابری زیاد) مقادیر زیادی از طبقه‌بندی اجتماعی ایجاد می‌کند و منجر به رقابت بیشتر برای وضعیت می‌شود.

یکی از اولین نویسندگانی که به این رابطه توجه داشت، آدام اسمیت، «توجه» را به عنوان یکی از اصلی‌ترین نیروهای محرک فعالیت اقتصادی شناخت. از تئوری احساسات اخلاقی در 1759: 
 چه چیزی پایان هراس و جاه طلبی، دستیابی به ثروت، قدرت و برتری است؟ آیا تأمین ضروریات طبیعی است؟ دستمزد متوسط کارگر می‌تواند آنها را تأمین کند. . . چرا باید کسانی که در رده‌های بالاتر زندگی بوده‌اند، این که یک زندگی پایین‌تر، حتی بدون کار، همراه با اجاره ای برابر با دیگری زیر یک سقف و پوشیدن لباس‌های متواضع مشابه را بدتر از مرگ بدانند؟ از این رو، بر می‌آید که شبیه‌سازی ای که در رده‌های مختلفی از انسان‌ها وجود دارد، و چه مزایایی را که ما با آن هدف بزرگ زندگی انسانی که ما آنرا بهبود وضعیت خود می‌نامیم، پیشنهاد می‌کنیم؟ برای مشاهده، مورد توجه قرار می‌گیرد، با همدلی، دلسردی و تأیید مورد توجه قرار می‌گیرد، همه مزایایی است که می‌توانیم از آن نتیجه بگیریم. این غرور است، نه سهولت یا لذت، ما را مورد علاقه قرار می‌دهد. 
 جامعه‌شناسان و اقتصاددانان مدرن مانند جولیت شور و رابرت اچ فرانک مطالعه کرده‌اند که تا چه اندازه فعالیت اقتصادی از توانایی مصرف برای نمایندگی از موقعیت اجتماعی تأمین می‌شود. شور در کتاب Overspent American اظهار داشت که نابرابری فزاینده در دهه ۱۹۸۰ و ۱۹۹۰ به شدت افزایش آرزوی درآمد، افزایش مصرف، کاهش پس‌انداز و افزایش بدهی را در بر می‌گیرد.
رابرت اچ فرانک در کتاب Luxury Fever اظهار داشته‌است که رضایت از سطح درآمد بسیار بیشتر تحت تأثیر چگونگی مقایسه درآمد شخص با سطح مطلق آن است. فرانک نمونه ای از دستورالعمل‌ها را توسط یک معمار قایق بادبانی توسط یک مشتری - بزرگوار حمل و نقل Stavros Niarchos - می‌دهد تا قایق جدید نیارکوس را ۵۰ فوت طولانی‌تر از ارسطو اوناسیس بزرگوار رقیب قرار بسازد. Niarchos حتی طول دقیق قایق بادبانی اوناسیس را بیان نکرد و طبق گزارش‌ها حتی طول دقیق آن را نمی‌دانست.

## رشد اقتصادی

### نظریه‌ها
دیدگاه‌های غالب در مورد نقش نابرابری در روند رشد به‌طور بنیادی در قرن گذشته تغییر کرده‌است.
چشم‌انداز کلاسیک، همان‌طور که آدام اسمیت و دیگران بیان کردند، نشان می‌دهد که نابرابری روند رشد را تقویت می‌کند. به‌طور خاص، از آنجا که پس‌انداز کل با نابرابری به دلیل تمایل بیشتر برای پس‌انداز در بین ثروتمندان افزایش می‌یابد، دیدگاه کلاسیک نشان می‌دهد که نابرابری باعث تحریک سرمایه و در نتیجه رشد اقتصادی می‌شود.
چشم‌انداز نئوکلاسیک که مبتنی بر رویکرد نماینده است، نقش نابرابری در روند رشد را انکار می‌کند. این نشان می‌دهد که در حالی که روند رشد ممکن است نابرابری را تحت تأثیر قرار دهد، توزیع درآمد هیچ تأثیری در روند رشد ندارد.
در عوض، چشم‌انداز مدرن که در اواخر دهه ۱۹۸۰ پدید آمده‌است، نشان می‌دهد که توزیع درآمد تأثیر قابل توجهی در روند رشد دارد. چشم‌انداز مدرن، که توسط گالور و زیرا سرچشمه گرفته‌است، نقش مهم ناهمگونی در تعیین فعالیت اقتصادی و رشد اقتصادی را برجسته می‌کند. به‌طور خاص، گالور و زیرا استدلال می‌کنند که از آنجا که بازارهای اعتباری ناقص هستند، نابرابری تأثیر ماندگار در تشکیل سرمایه انسانی، سطح درآمد سرانه و روند رشد دارد. برخلاف پارادایم کلاسیک، که تأثیرات مثبت نابرابری در شکل‌گیری سرمایه و رشد اقتصادی را تأکید می‌کند، گالور و زیرا استدلال می‌کنند که نابرابری تأثیر منفی بر تشکیل سرمایه انسانی و روند توسعه، در کل به جز اقتصادهای بسیار ضعیف دارد.
تحولات نظری بعداً این دیدگاه را تقویت کرده‌است که نابرابری بر روند رشد تأثیر منفی می‌گذارد. به‌طور خاص، آلسینا و رودریک و پرسسون و Tabellini سازوکار اقتصاد سیاسی را پیش می‌برند و استدلال می‌کنند که نابرابری تأثیر منفی بر توسعه اقتصادی دارد زیرا باعث ایجاد فشار برای سیاستهای توزیع مجدد اعوجاج می‌شود که تأثیر منفی بر سرمایه‌گذاری و رشد اقتصادی می‌گذارد.
یک نظریه یکپارچه از نابرابری و رشد که تغییر نقش نابرابری در روند رشد را به تصویر می‌کشد، در پیش‌بینی‌های متضاد از دیدگاه کلاسیک، که نابرابری برای رشد سودمند است، و مدرن، که در حضور نقض بازار اعتباری نابرابر عمدتاً منجر به سرمایه‌گذاری در کمبود سرمایه انسانی و رشد پایین اقتصادی می‌شود، سازشی را پیشنهاد می‌دهد. این نظریه واحد نابرابری و رشد، که توسط اود گالور و عمر مواو توسعه یافته‌است، نشان می‌دهد که اثر نابرابری در روند رشد معکوس شده‌است زیرا سرمایه انسانی جایگزین سرمایه‌های فیزیکی به عنوان موتور اصلی رشد اقتصادی شده‌است. در مراحل اولیه صنعتی سازی، هنگامی که انباشت سرمایه فیزیکی منبع اصلی رشد اقتصادی بود، نابرابری در روند کار را با هدایت منابع به سمت افراد با تمایل بالاتر برای پس‌انداز افزایش می‌داد. اما در مراحل بعدی، با تبدیل شدن سرمایه انسانی به موتور اصلی رشد اقتصادی، توزیع مساوی تر درآمد، در حضور محدودیت‌های اعتباری، باعث تحریک سرمایه‌گذاری در سرمایه انسانی و رشد اقتصادی می‌شود.

### شواهد
کاهش رابطه تجربی بین نابرابری و رشد توسط آلبرتو آلسینا و دنی رودریک، و تورستن پرسسون و گیدو تابلینی مطالعه شد. آنها دریافتند که نابرابری با رشد اقتصادی در تحلیل سراسری کشور منفی است.

یک بررسی در سال ۱۹۹۹ در مجله ادبیات اقتصادی اظهار داشت: نابرابری زیاد باعث کاهش رشد می‌شود، شاید به این دلیل که بی‌ثباتی اجتماعی و سیاسی را افزایش می‌دهد. در این مقاله همچنین آمده‌است: 
 برخلاف معمول ادبیات رشد، در یافتن تأثیر منفی نابرابری بالا بر رشد، به موافقت گرایش دارند. این شواهد توسط همه پذیرفته نشده‌است: برخی از نویسندگان، به تمرکز کشورهای ثروتمند به انتهای پایین طیف نابرابری، کیفیت پایین داده‌های توزیع و عدم خوشفکری نسبت به مشخصات تأثیرات ثابت اشاره می‌کنند. حداقل، ساختن پرونده ای که بگوید نابرابری برای رشد مناسب است بسیار دشوار است. این به خودی خود نشان دهنده پیشرفت قابل توجهی است. با دلات بر این که نابرابری برای رشد مضر است، توجه به مکانیسم‌های احتمالی منتقل شده‌است … به نظر می‌رسد ادبیات در حال حرکت است … به سمت بررسی تأثیرات نابرابری در نرخ باروری، سرمایه‌گذاری در آموزش و پرورش و ثبات سیاسی . 
 گزارش بانک جهانی در سال ۱۹۹۲ که در مجله اقتصاد توسعه منتشر شده‌است، چنین گفت: 
 نابرابری با رشد منفی و محکم است. این نتیجه به فرضیات مربوط به شکل رگرسیون رشد یا اندازهٔ نابرابری وابسته نیست. . . اگرچه از نظر آماری قابل توجه است، میزان رابطه بین نابرابری و رشد نسبتاً اندک است. 
 اقتصاددان NYU ویلیام باومول دریافت که نابرابری اساسی رشد را تحریک نمی‌کند زیرا فقر باعث کاهش بهره‌وری نیروی کار می‌شود. اقتصاددانان دیکر هرزر و سباستین ولمر دریافتند که افزایش نابرابری درآمد باعث کاهش رشد اقتصادی می‌شود، اما رشد خود باعث افزایش نابرابری درآمد می‌شود.

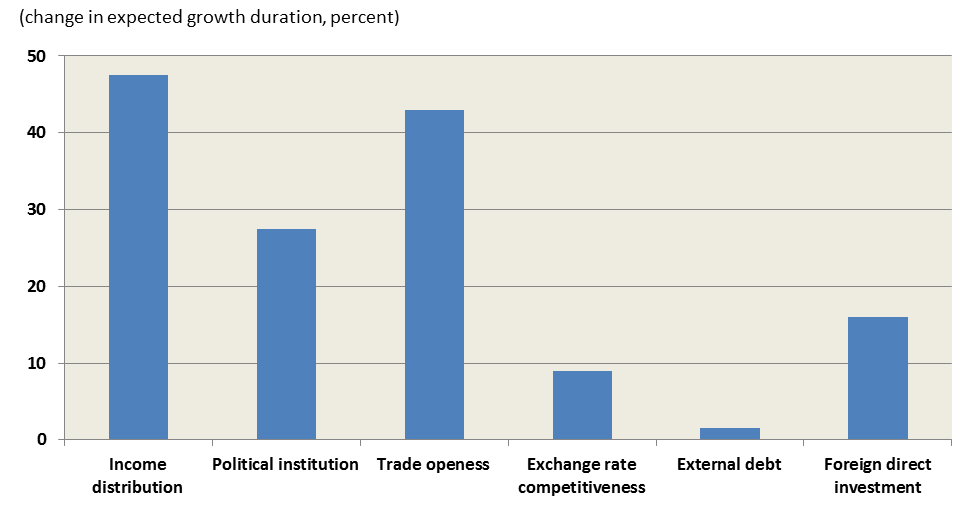
برگ و استری صندوق بین‌المللی پول دریافتند که از عواملی که در مدت زمان طلسم‌های رشد (نه نرخ رشد) در کشورهای توسعه یافته و در حال توسعه تأثیر می‌گذارد، برابری درآمدی سود بیشتری نسبت به بازبودن تجارت، نهادهای سیاسی سالم یا سرمایه‌گذاری خارجی دارد.

یک مطالعه در سال ۱۹۹۶ توسط پرووتی کانال‌هایی را بررسی کرد که از طریق آنها نابرابری ممکن است بر رشد اقتصادی تأثیر بگذارد. وی نشان داد، مطابق رویکرد نقصان در بازار اعتباری، نابرابری با سطح پایین‌تر تشکیل سرمایه انسانی (تحصیلات، تجربه و کارآموزی) و سطح باروری بالاتر و در نتیجه سطح پایین‌تر رشد همراه است. وی دریافت که نابرابری با سطوح بالاتر مالیات توزیع مجدد همراه است، که این امر با پایین آمدن رشد از کاهش در پس‌انداز خصوصی و سرمایه‌گذاری همراه است. پرووتی نتیجه گرفت که، "جوامع مساوی بیشتر نرخ باروری پایین و نرخ سرمایه گذاری بالاتر در آموزش را دارند. هر دو در نرخ رشد بالاتر منعکس می‌شوند. همچنین، جوامع بسیار نابرابر تمایل به ناپایداری سیاسی و اجتماعی دارند که این در نرخ پایین سرمایه گذاری و در نتیجه رشد منعکس می‌شود. "
رابرت باررو دوباره رابطه رابطه بین نابرابری در رشد اقتصادی را در یک هیئت کشور مجدداً بررسی کرد. او استدلال می‌کند که «بین نابرابری درآمد و نرخ رشد و سرمایه گذاری» رابطه کلی کمی وجود دارد. با این حال، استراتژی تجربی وی کاربردی بودن آن را در درک رابطه بین نابرابری و رشد به دلایل مختلف محدود می‌کند. اول ، کنترل آنالیز رگرسیون برای آموزش، باروری، سرمایه‌گذاری، و بنابراین، با ساخت و ساز، اثر مهم نابرابری بر رشد از طریق آموزش، باروری و سرمایه‌گذاری را حذف می‌کند. یافته‌های وی به سادگی دلالت می‌کند که نابرابری تأثیر مستقیمی بر رشد فراتر از تأثیرات غیرمستقیم مهم از طریق مجاری اصلی ارائه شده در ادبیات ندارد. دوم مطالعه او تأثیر نابرابری را بر نرخ رشد متوسط در ۱۰ سال بعد بررسی کرده‌است. با این حال، نظریه‌های موجود نشان می‌دهد که تأثیر نابرابری دیرتر مشاهده می‌شود، به عنوان مثال در شکل‌گیری سرمایه انسانی، به عنوان مثال. سوم، تجزیه و تحلیل تجربی، تعصبی را که توسط علیت معکوس و متغیرهای حذف شده ایجاد می‌شود، در برندارد.
یک مطالعه در کشورهای سوئد بین سالهای ۱۹۶۰ تا ۲۰۰۰ تأثیر مثبت نابرابری در رشد با زمان سرب ۵ سال یا کمتر را نشان داد، اما بعد از ده سال همبستگی وجود ندارد. مطالعات مجموعه داده‌های بزرگتر هیچ ارتباطی با مدت زمان سرب ثابت، و تأثیر منفی بر مدت زمان رشد پیدا نکرده‌است.
برخی از تئوریهای توسعه یافته در دهه ۱۹۷۰ راه‌های احتمالی را ایجاد کردند که از طریق آنها نابرابری می‌تواند تأثیر مثبتی بر توسعه اقتصادی داشته باشد. براساس یک بررسی ۱۹۵۵، پس‌انداز ثروتمندان اگر با نابرابری افزایش پیدا کنند، فکر می‌کردند که کاهش تقاضای مصرف‌کننده را جبران می‌کند. 
به گفته اقتصاددانان صندوق بین‌المللی پول، نابرابری در ثروت و درآمد با مدت طلسم‌های رشد اقتصادی (نه با نرخ رشد) رابطه منفی دارد. سطح بالای نابرابری نه تنها از رونق اقتصادی جلوگیری می‌کند، بلکه همچنین از کیفیت نهادهای یک کشور و سطح بالای تحصیلات نیز جلوگیری می‌کند. به گفته اقتصاددانان کارمندان صندوق بین‌المللی پول، "اگر سهم درآمد ۲۰ درصد برتر (ثروتمندان) افزایش یابد، رشد تولید ناخالص داخلی در واقع در میان مدت کاهش می‌یابد، و این نشان می‌دهد که این مزایا کاهش نمی‌یابد. در مقابل، افزایش سهم درآمد ۲۰ درصد پایین (فقیر) با رشد بالاتر تولید ناخالص داخلی همراه است. فقیر و طبقه متوسط بیشترین رشد را از طریق تعدادی از کانالهای اقتصادی، اجتماعی و سیاسی مرتبط دارند. "
با این حال، کارهای بعدی که در سال ۲۰۱۵ توسط سوتیرها باغچی و یان سوینار انجام شده‌است، حاکی از آن است که تنها نابرابری ناشی از فساد و فحاشی است که به رشد آسیب می‌رساند. هنگامی که آنها این واقعیت را کنترل کنند که برخی نابرابری‌ها توسط میلیاردرها با استفاده از روابط سیاسی خود ایجاد می‌شوند، به نظر نمی‌رسد که نابرابری ناشی از نیروهای بازار تأثیر بر رشد داشته باشد.
اقتصاددان جوزف استیگلیتز در سال ۲۰۰۹ شواهدی ارائه کرد که نشان می‌دهد هم نابرابری جهانی و هم نابرابری در داخل کشورها با محدود کردن تقاضای کل از رشد جلوگیری می‌کنند. اقتصاددان برانکو میلانوویچ، در سال ۲۰۰۱ نوشت: "این دیدگاه که نابرابری درآمد به رشد آسیب می‌رساند - یا اینکه برابری بهبود یافته می‌تواند به توسعه رشد کمک کند - در سالهای اخیر گسترده تر شده‌است. . . . دلیل اصلی این تغییر اهمیت روزافزون سرمایه انسانی در توسعه است. وقتی سرمایه فیزیکی بیشترین اهمیت را داشت، پس انداز و سرمایه گذاری مهم بودند. آنگاه داشتن یک جمع بزرگ ثروتمند که می‌توانست سهم بیشتری از درآمد خود را نسبت به فقرا صرفه جویی کند و سرمایه آن را در سرمایه بدنی سرمایه گذاری کند، مهم بود. اما اکنون که سرمایه انسانی از ماشین آلات کمیاب تر است، آموزش گسترده به راز رشد تبدیل شده‌است. "
مطالعات مربوط به نابرابری درآمد و رشد، گاهی شواهدی را تأیید کرده‌اند که فرضیه منحنی کوزنتس را تأیید می‌کند، که بیان می‌کند با توسعه اقتصادی، ابتدا نابرابری افزایش می‌یابد، سپس کاهش می‌یابد. توماس پیکتی، اقتصاددان، این ایده را به چالش می‌کشد و ادعا می‌کند که از سال ۱۹۱۴ تا ۱۹۴۵ جنگ‌ها و «شوک‌های شدید اقتصادی و سیاسی» نابرابری را کاهش داده‌است. علاوه بر این، پیکتی استدلال می‌کند که فرضیه منحنی «جادویی» کوزنتس، با تأکید بر توازن رشد اقتصادی در دراز مدت، نمی‌تواند افزایش قابل توجهی در نابرابری اقتصادی در سراسر جهان توسعه یافته از دهه ۱۹۷۰ به حساب آورد. با این حال، کریستین فوربس دریافت که اگر اثرات خاص کشور با استفاده از برآورد تابلو از بین برود، نابرابری درآمد رابطه مثبت معنی داری با رشد اقتصادی دارد. این رابطه در «نمونه‌ها، تعاریف متغیر و مشخصات مدل» مختلف برگزار شد. والتر شیدل، مورخ، که بر اساس نظریه پیکتی مبنی بر ایجاد شوک‌های خشونت‌آمیز که نابرابری را در The Greater Leveler (2017) کاهش داده‌است، بنا شده‌است، اظهار می‌دارد که "برتری شواهد در حمایت از ایده رابطه ای منظم بین رشد اقتصادی و نابرابری درآمد ناکام است. همانطور که اولین بار توسط شصت سال پیش توسط کوزنتس تصور شد. "
یک مطالعه در سال ۲۰۱۲ که توسط اینیونگ شین از دانشگاه آسیا منتشر شد، نشان داد که نابرابری اقتصادی در جهان توسعه یافته تأثیر بسیار متفاوتی در رشد اقتصادی نسبت به کشورهای در حال توسعه دارد و می‌گوید «نابرابری بالاتر می‌تواند رشد را در مرحله اولیه توسعه اقتصادی به عقب بیندازد»، اما که «نابرابری بالاتر می‌تواند رشد را در یک حالت پایدار نزدیک ترغیب کند».
گزارش سال ۲۰۱۳ در مورد نیجریه نشان می‌دهد که رشد با افزایش نابرابری درآمد افزایش یافته‌است. برخی از نظریه‌های محبوب از دهه ۱۹۵۰ تا ۲۰۱۱ استدلال می‌کنند که نابرابری تأثیر مثبت بر توسعه اقتصادی دارد. با این حال، Abhijit Banerjee و استر دوفلو استدلال می‌کنند که تجزیه و تحلیل بر اساس مقایسه ارقام برابری سالانه با نرخ رشد سالانه گمراه کننده بوده‌است زیرا چندین سال طول می‌کشد تا اثرات به عنوان تغییر در رشد اقتصادی آشکار شود. اقتصاددانان صندوق بین‌المللی پول بین سطح پایین نابرابری در کشورهای در حال توسعه و دوره‌های پایدار رشد اقتصادی ارتباط مستقیمی پیدا کردند. کشورهای در حال توسعه با نابرابری زیاد «موفق به آغاز رشد با نرخ‌های بالا برای چند سال» شده‌اند، اما «طلسم‌های رشد طولانی تر به شدت با برابری بیشتر در توزیع درآمد همراه هستند.»
یک مطالعه OECD در سال ۲۰۱۵، نشان داد که «کشورهایی که نابرابری درآمد کاهش می‌یابد، سریعتر از کشورهایی که نابرابری در حال افزایش هستند رشد می‌کنند» و خاطرنشان کردند که «عدم سرمایه گذاری در آموزش و پرورش توسط فقرا عامل اصلی عامل نابرابری است که به رشد آسیب می‌رساند».
فراتحلیل سال ۲۰۱۶ نشان داد که «تأثیر نابرابری بر رشد منفی و برجسته تر در کشورهای کمتر توسعه یافته نسبت به کشورهای ثروتمند است»، گرچه تأثیر متوسط بر رشد معنی دار نبود. این مطالعه همچنین نشان داد که نابرابری ثروت، زمین و سرمایه انسانی نسبت به نابرابری درآمدی بیشتر از رشد آسیب‌پذیر است.
یک تحقیق در سال ۲۰۱۷ اظهار داشت که هم نابرابری هم تأثیر مثبت و هم منفی دارد: "وقتی نابرابری با بی‌ثباتی سیاسی و ناآرامی اجتماعی همراه است، سیاست‌های تحقق رانت و تحریف، ظرفیت‌های پایین‌تر برای سرمایه‌گذاری در سرمایه انسانی و یک بازار داخلی راکد، بیشتر است. انتظار می‌رود که به عملکرد اقتصادی بلند مدت آسیب برساند، همان‌طور که توسط بسیاری از نویسندگان پیشنهاد شده‌است. بر این اساس، پیش‌بینی می‌شود که بهبود توزیع درآمد، رشد اقتصادی بلند مدت را تقویت خواهد کرد، به خصوص در کشورهای کم درآمد که معمولاً سطح نابرابری بسیار زیاد است. با این حال، برخی از نابرابری نیز می‌تواند خوب باشد، همان‌طور که در ادبیات به صورت تئوری مطرح شده‌است و همان‌طور که در این تحقیق به صورت تجربی مطرح شده‌است. درجه ای از نابرابری می‌تواند برای رشد اقتصادی نقش مؤثری داشته باشد وقتی که این نابرابری توسط نیروهای بازار انجام شود و مربوط به کار سخت و مشوق‌های تقویت کننده رشد مانند ریسک پذیری، نوآوری، سرمایه‌گذاری و اقتصاد جمع‌آوری باشد. چالش برای سیاست گذاران کنترل نابرابری ساختاری است، که باعث کاهش ظرفیت‌های کشور برای توسعه اقتصادی می‌شود، در حالی که در عین حال آن انگیزه‌های مثبت را که باید برای رشد نیز در نظر گرفته شوند، در دست داشته باشیم.»

### مکانیسم‌ها
مدل گالور و زیرا پیش‌بینی می‌کنند که تأثیر افزایش نابرابری بر تولید ناخالص داخلی سرانه در کشورهای نسبتاً ثروتمند اما در کشورهای فقیر مثبت است. این پیش‌بینی‌های آزمایش شده در مطالعات اخیر مورد بررسی و تجربی قرار گرفته‌است. به‌طور خاص، بروکرن و لدرمن با در نظر گرفتن تأثیر تعامل بین سطح نابرابری درآمد و سطح اولیه تولید ناخالص داخلی سرانه، پیش‌بینی مدل را در هیئت کشورها در دوره ۱۹۷۰–۷۰ انجام می‌دهند. در راستای پیش‌بینی‌های مدل، آنها دریافتند که در صدک ۲۵ درصد درآمد اولیه در نمونه جهانی، افزایش ۱ درصدی ضریب جینی باعث افزایش درآمد سرانه ۲٫۳٪ می‌شود، در حالی که در صدک ۷۵ درصد درآمد اولیه با افزایش ۱ درصد در ضریب جینی، درآمد سرانه را تا ۵/۳ درصد کاهش می‌دهد. علاوه بر این، مکانیسم سرمایه انسانی پیشنهادی که تأثیر نابرابری را بر رشد مدل گالور-زیرا تأمین می‌کند نیز تأیید شده‌است. افزایش نابرابری درآمدی باعث افزایش سرمایه انسانی در کشورهای فقیر می‌شود اما در کشورهای با درآمد متوسط و متوسط آن را کاهش می‌دهد.
این حمایت اخیر برای پیش‌بینی‌های مدل گالور-زیرا مطابق با یافته‌های قبلی است. روبرتو پرووتی نشان داد که مطابق با رویکرد ناقص بازار اعتبار، توسعه یافته توسط گالور و زیرا، نابرابری با سطح پایین‌تر تشکیل سرمایه انسانی (آموزش، تجربه، کارآموزی) و سطح باروری بالاتر همراه است، در حالی که با سطح پایین سرمایه انسانی همراه است. با سطح پایین‌تر از رشد اقتصادی اقتصاددان پرینستون، رولان بنابو، دریافت که روند رشد کره و فیلیپین «کاملاً با فرضیه انباشت سرمایه انسانی محدود شده توسط اعتبار سازگار است.» علاوه بر این، اندرو برگ و جاناتان استری اظهار داشتند که به نظر می‌رسد نابرابری بر رشد از طریق کانال‌های انباشت سرمایه انسانی و باروری تأثیر می‌گذارد.
در مقابل، پرووتی استدلال می‌کند که سازوکار اقتصاد سیاسی از نظر تجربی پشتیبانی نمی‌شود. نابرابری با توزیع مجدد کمتر همراه (سرمایهگذاری کم در آموزش و زیرساخت) با رشد اقتصادی پایین‌تر همراه است.

به گفته اقتصاددان برانکو میلانوویچ، در حالی که به‌طور سنتی اقتصاددانان فکر می‌کردند نابرابری برای رشد خوب است: 
 این دیدگاه که نابرابری درآمدی رشد را ضرر می‌کند - یا اینکه برابری بهبود یافته می‌تواند به رشد رشد کمک کند - در سالهای اخیر گسترده‌تر شده‌است. . . . دلیل اصلی این تغییر اهمیت روزافزون سرمایه انسانی در توسعه است. وقتی سرمایه فیزیکی بیشترین اهمیت را داشت، پس‌انداز و سرمایه‌گذاری مهم بودند. آنگاه داشتن یک جمع بزرگ ثروتمند که می‌توانست سهم بیشتری از درآمد خود را نسبت به فقرا صرفه جویی کند و سرمایه آن را در سرمایه بدنی سرمایه‌گذاری کند، مهم بود. اما اکنون که سرمایه انسانی کمیاب تر از ماشین آلات است، آموزش گسترده به راز رشد تبدیل شده‌است. 
 هنگامی که توزیع درآمد نابرابر دستیابی به «آموزش گسترده در دسترس» مشکل است و تمایل به کاهش «شکاف درآمدی بین ماهر و غیر ماهر» دارد.
به نظر نمی‌رسد مشکلات اقتصادی بدهی حاکمیتی در اواخر بیست سالگی با سیاست‌های توزیع مجدد در اروپا ارتباطی ندارد. به استثنای ایرلند، کشورهای در معرض خطر پیش فرض در سال ۲۰۱۱ (یونان، ایتالیا، اسپانیا، پرتغال) به دلیل سطح بالای نابرابری درآمدی جینی در مقایسه با سایر کشورهای اروپایی قابل توجه بودند. همان‌طور که از شاخص جینی اندازه‌گیری می‌شود، یونان از سال ۲۰۰۸ نابرابری درآمدی بیش از آلمان سالم اقتصادی داشت.

### رشد عادلانه
اگرچه تصدیق می‌شود که نقش اصلی رشد اقتصادی به‌طور بالقوه می‌تواند در توسعه انسانی، کاهش فقر و دستیابی به اهداف توسعه هزاره نقش داشته باشد، در بین جامعه توسعه به‌طور گسترده‌ای درک می‌شود که باید تلاش‌های ویژه ای صورت گیرد تا اطمینان حاصل شود که قشرها فقیر جامعه می‌توانند در رشد اقتصادی مشارکت کنند. تأثیر رشد اقتصادی در کاهش فقر - کشش رشد فقر - می‌تواند به سطح نابرابری موجود بستگی داشته باشد. به عنوان مثال، با نابرابری کم، کشوری با نرخ رشد ۲٪ به ازای هر نفر و ۴۰٪ از جمعیت آن در فقر، می‌تواند فقر را در ده سال کاهش دهد، اما کشوری با نابرابری بالا نزدیک به ۶۰ سال طول می‌کشد تا به همان کاهش برسد. در کلمات از دبیرکل سازمان ملل متحد بان کی مون: «در حالی که رشد اقتصادی لازم است، برای پیشرفت در کاهش فقر کافی نیست.» سیاست رقابت با هدف جلوگیری از سوء استفاده شرکت‌ها از قدرت بازار، به رشد فراگیر کمک می‌کند.

## محیط زیست

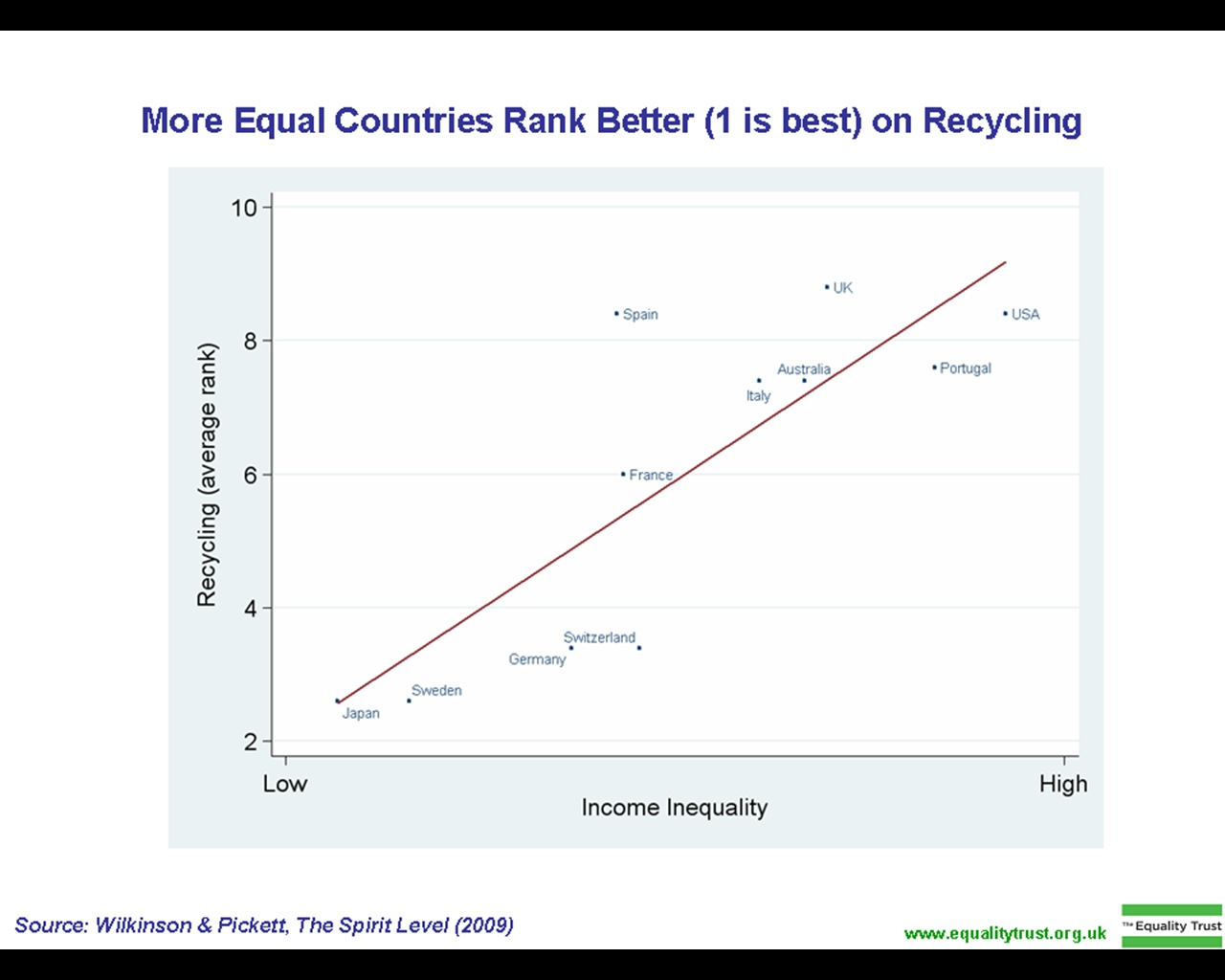
کشورهای برابر بیشتر در بازیافت رتبه بهتری دارند

استدلالهای مختلفی در مورد رابطه فقر و محیط زیست وجود دارد. در بعضی موارد، کاهش فقر می‌تواند به تأثیرات مضر محیطی منجر شود یا تخریب را تشدید کند. هرچه نابرابری اقتصادی هر چه کوچکتر باشد، ضایعات و آلودگی بیشتری ایجاد می‌شود و در نتیجه موارد بسیاری منجر به تخریب محیط زیست می‌شود. این را می‌توان با این واقعیت توضیح داد که هرچه افراد فقیر جامعه ثروتمندتر می‌شوند، میزان انتشار کربن سالانه آنها را افزایش می‌دهد. این رابطه توسط منحنی محیطی کوزنتس (EKC) بیان شده‌است. اینجا باید توجه داشت که در موارد خاص، با نابرابری اقتصادی زیاد، پسماندها و آلودگی‌های بیشتری ایجاد نمی‌شود زیرا پسماندها / آلودگی‌ها پس از آن بهتر پاک می‌شوند (آب. تصفیه، فیلتر ، . .) همچنین توجه داشته باشید که کل افزایش در تخریب محیط زیست نتیجه افزایش انتشار هر شخص توسط ضرب است. اگر تعداد افراد کمتری وجود داشته باشد، این ضرب کمتر خواهد بود، بنابراین میزان تخریب محیط زیست نیز پایین‌تر خواهد بود. به همین ترتیب، سطح بالای جمعیت فعلی تأثیر زیادی نیز بر این امر دارد. اگر (همان‌طور که WWF استدلال می‌کند)، سطح جمعیت به سطح پایداری (۱/۳ از سطح فعلی، بنابراین حدود ۲ میلیارد نفر) کاهش می‌یابد، می‌توان نابرابری انسان را برطرف و اصلاح کرد، در حالی که هنوز نتیجه آسیب محیطی آن افزایش نمی‌یابد.
از سوی دیگر، منابع دیگر معتقدند که کاهش فقر باعث پیشرفت‌های مثبت در محیط خواهد شد، به خصوص با پیشرفت‌های تکنولوژیکی در بهره‌وری انرژی. به عنوان مثال، شهرنشینی می‌تواند «مناطقی را که انسان در محیط زیست تحت تاثیر قرار می‌دهد، کاهش دهد، از این طریق از طبیعت در جای دیگر محافظت می‌کند.» از طریق تمرکز جوامع بشری، مناطق شهری می‌توانند ذخایر اختصاصی بیشتری برای حیوانات وحشی فراهم کنند. علاوه بر این، از طریق شهرنشینی، چنین جوامعی از سطح بالاتری از زندگی برخوردار هستند که می‌توانند با داشتن مواد غذایی بهتر، فناوری، آموزش و …، سلامت محیط زیست را ارتقاء دهند. این استدلال که باعث کاهش فقر با حفاظت از محیط زیست می‌شود، این ایده را بیان می‌کند که «نابرابری‌های ناخوشایند بین ثروتمندان و فقرا در جهان وجود دارد، شرایطی را ایجاد کرده‌اند که بسیاری از مردم برای زنده ماندن مجبورند فکر کردن به محیط را قربانی کنند.» در جوامع نابرابرتر، محرک‌های قوی تری برای مصرف گرایی و اعتقاد قوی تر به شرکت‌های آزاد وجود دارد، و ثروتمندان نیز از منابع نامتناسب استفاده می‌کنند؛ بنابراین، در کشورهای توسعه یافته، نابرابری تمایل به تسریع در مصرف منابع توسط همه طبقات دارد.
تحقیقات همچنین نشان می‌دهد که از دست دادن تنوع زیستی در کشورها یا در ایالات متحده آمریکا با نابرابری درآمدی بالاتر است.

## نتایج سیاسی
نابرابری درآمدی بالاتر باعث شد که در بین افراد ثروتمند، کمتر از همه اشکال مشارکت اجتماعی، فرهنگی و مدنی وجود داشته باشد. وقتی نابرابری بیشتر باشد، فقیر به اشکال مشارکت ارزان تری روی نمی‌آورند.
در سال ۲۰۱۵، مطالعه ای توسط لاختینن و واس نشان داد که تحرک اجتماعی پایین، مشارکت در بین طبقات پایین را کاهش می‌دهد.
براساس یک مطالعه بررسی در سال ۲۰۱۷ در بررسی سالانه علوم سیاسی توسط کنت شوه، دانشمند سیاسی دانشگاه استنفورد و دیوید استاساویج، دانشمند سیاسی دانشگاه نیویورک، «حدس ساده ای که دموکراسی برابری ثروت را ایجاد می‌کند و نابرابری ثروت منجر به شکست دموکراتیک می‌شود، پشتیبانی نمی‌شوند. شواهد.»
برخی مانند آلبرتو آلسینا و دنی رودریک معتقدند که نابرابری اقتصادی تقاضا برای توزیع مجدد و ایجاد دولتهای رفاهی را ایجاد می‌کند. یک مطالعه در سال ۲۰۱۴ این رابطه را زیر سؤال می‌برد و می‌گوید: "نابرابری به نفع توسعه سیاست اجتماعی بین سالهای ۱۸۸۰ و ۱۹۳۰ نیست. در عوض، سیاست‌های اجتماعی در کشورهایی که قبلاً مساوات بیشتری داشتند، آسان تر توسعه یافت و نشان داد که جوامع نابرابر در نوعی دام نابرابری قرار دارند، جایی که خود نابرابری مانعی برای توزیع مجدد بود. "

## جنگ، تروریسم و بی‌ثباتی سیاسی
در یک مطالعه، بین نابرابری درآمد و افزایش سطح بی‌ثباتی سیاسی ارتباط وجود دارد. یک مطالعه در سال ۲۰۱۶ نشان داد که نابرابری بین منطقه ای باعث افزایش تروریسم می‌شود. یک مطالعه دیگر در سال ۲۰۱۶ نشان داذ که نابرابری بین طبقات اجتماعی احتمال کودتاها اما نه جنگ‌های داخلی را افزایش می‌دهد. فقدان داده‌های معتبر، مطالعه رابطه بین نابرابری و خشونت سیاسی را دشوار می‌کند.
جان A. هابسون، روزا لوکزامبورگ و ولادیمیر لنین استدلال می‌کنند که WWI(جنگ جهانی اول) ناشی از نابرابری است. اقتصاددان برانکو میلانویچ ادعا می‌کند که در کتاب خود در سال ۲۰۱۶ نابرابری جهانی: یک رویکرد جدید برای عصر جهانی شدن ، به این استدلال اعتبار می‌دهد